# André Marques
André Filipe Farias Marques (* 1. August 1987 in Viseu) ist ein ehemaliger portugiesischer Fußballspieler, der zuletzt bei Moreirense FC in Portugal spielt. 